# (7111) 1985 QA1
A (7111) 1985 QA1 a Naprendszer kisbolygóövében található aszteroida. Eleanor F. Helin fedezte fel 1985. augusztus 17-én.